# Sergi López
Pour les articles homonymes, voir Sergi López (homonymie) et López.
Sergi López est un acteur espagnol né le 22 décembre 1965 à Vilanova i la Geltrú, Espagne).

## Biographie
Sergi López naît le 22 décembre 1965.
Il débute au théâtre dans son pays ; c'est en France qu'il obtient son premier rôle à l'écran, en tenant le rôle principal masculin dans La Petite Amie d'Antonio, sorti en 1992 et réalisé par Manuel Poirier. En 1997, le film Western, toujours réalisé par Manuel Poirier, remporte un succès commercial et lui permet d'être découvert par le grand public. Il enchaîne ensuite les rôles principaux, tournant en alternance en France et en Espagne.
En 2001, Sergi López est le premier acteur étranger à recevoir un César du meilleur acteur en France pour son rôle inquiétant dans Harry, un ami qui vous veut du bien.
Il mène une carrière de polyglotte, tournant tantôt en catalan, en espagnol, en français, en italien (Heureux comme Lazzaro) voire, avec Stephen Frears, en anglais. De même, il joue aussi bien dans des comédies que des comédies dramatiques, passant d'un personnage de maladroit sympathique à celui d'un trafiquant sans scrupule (Dirty Pretty Things) ou d'un militaire sadique (Le Labyrinthe de Pan).
En 2007, il présente au théâtre à Paris et en province son spectacle Non Solum, un one-man-show mis en scène par Jorge Pico.
En novembre 2009, Sergi López soutient la campagne pour un référendum sur l'indépendance de la Catalogne. Il apparaît en dernière position en 2011 sur la liste électorale de la Candidature d'unité populaire (CUP), parti de gauche, aux élections municipales dans sa ville natale et se présente à nouveau en septembre 2015. Le 6 novembre 2012 il publie un article «Esquerra? La CUP» dans lequel il soutient la CUP aux élections au Parlement de Catalogne de 2012. Aux élections au Parlement de Catalogne de 2015 il soutient semblablement la Candidatura d'Unitat Popular - Crida Constituent.
En 2015, Sergi López joue à La Pépinière-Théâtre la pièce 30/40 Livingstone qu'il a co-écrite avec Jorge Pico.
En 2017, il soutient le référendum du 1er octobre et vote dans sa ville natale,.
Il est également un ardent défenseur de la langue catalane. En septembre 2023, il rejoint des personnalités éminentes telles que Pep Guardiola et Josep Carreras en signant un manifeste appelant à ce que le catalan devienne une langue officielle de l'Union européenne,,.
Il a eu deux enfants avec sa compagne Bianca : une fille Juna (née en 1996) et un fils, Magi (né en 1998). Ils se sont séparés après vingt-cinq ans de vie commune.

## Filmographie

### Longs métrages
- 1992 : La Petite Amie d'Antonio de Manuel Poirier : Antonio
- 1994 : Ciudad baja de Jesús Franco
- 1995 : … à la campagne de Manuel Poirier : Pablo

- 1997 : Marion de Manuel Poirier : Antonio
- 1997 : Caresses de Ventura Pons : Home
- 1997 : Western de Manuel Poirier : Paco
- 1998 : La Nouvelle Ève de Catherine Corsini : Ben
- 1999 : Arde amor de Raul Veiga : Luis
- 1999 : Ataque verbal de Miguel Albaladejo : Teo
- 1999 : Lisboa d'Antonio Hernández : Joao
- 1999 : Rien à faire de Marion Vernoux : Luis
- 1999 : Entre les jambes de Manuel Gómez Pereira : Claudio
- 1999 : Une liaison pornographique de Frédéric Fonteyne : Lui
- 1999 : Toreros d'Éric Barbier : Rafael
- 2000 : Harry, un ami qui vous veut du bien de Dominik Moll : Harry
- 2000 : Te quiero de Manuel Poirier : Costa
- 2000 : Seconde Chance (Morir (o no)) de Ventura Pons : l'assassin
- 2001 : Sólo mía de Javier Balaguer : Joaquin
- 2001 : Le Lait de la tendresse humaine de Dominique Cabrera : Serge
- 2001 : Reines d'un jour de Marion Vernoux : Luis
- 2001 : Les Femmes... ou les enfants d'abord... de Manuel Poirier : Tomy
- 2001 : Une chance pour Miguel  de Miguel Albaladejo : Miguel
- 2001 : Au bonheur des hommes (Hombres felices) de Roberto Santiago : Angel
- 2001 : Décalage horaire de Danièle Thompson : Sergio
- 2002 : Filles perdues, cheveux gras de Claude Duty : Philippe
- 2002 : Rencontre avec le dragon d'Hélène Angel : Raoul de Ventadour
- 2002 : Dirty Pretty Things de Stephen Frears : Snaky / Juan
- 2002 : Janis et John de Samuel Benchetrit : Pablo
- 2003 : Chemins de traverse de Manuel Poirier : Victor
- 2004 : Les Mots bleus d'Alain Corneau : Vincent
- 2004 : Peindre ou faire l'amour d'Arnaud Larrieu : Adam
- 2006 : Le Labyrinthe de Pan de Guillermo del Toro : le capitaine Vidal (doublé par lui-même dans la version française)
- 2007 : La Maison de Manuel Poirier : Malo
- 2007 : Parc de Arnaud des Pallières : Georges Clou
- 2009 : Ricky de François Ozon : Paco
- 2009 : Les Derniers Jours du monde des frères Larrieu : Théo
- 2009 : Partir de Catherine Corsini : Ivan
- 2009 : La Régate de Bernard Bellefroid : Sergi
- 2009 : C'est ici que je vis (Petit indi) de Marc Recha
- 2010 : Le Café du pont de Manuel Poirier : le taupier
- 2010 : Potiche de François Ozon : le routier
- 2010 : Carte des sons de Tokyo d'Isabel Coixet : David
- 2011 : Chez Gino de Samuel Benchetrit : Pedro Gonzales
- 2011 : La Proie d'Éric Valette : Manuel Carrega
- 2011 : Rendez-vous avec un ange de Yves Thomas et Sophie de Daruvar : Roland Cortes
- 2011 : Le Moine de Dominik Moll : le débauché
- 2011 : Pain noir de Agustí Villaronga : Alcalde
- 2012 : Dubaï Flamingo de Delphine Kreuter : Vincent
- 2012 : Tango libre de Frédéric Fonteyne : Fernand
- 2013 : Turf de Fabien Onteniente : Delgado
- 2013 : Michael Kohlhaas d'Arnaud des Pallières : le manchot
- 2013 : La Tendresse de Marion Hänsel : Léo
- 2013 : Ismael de Marcelo Piñeyro : Jordi
- 2014 : Le Beau Monde de Julie Lopes-Curval : Harold
- 2014 : El niño de Daniel Monzón : Vicente
- 2014 : Geronimo de Tony Gatlif : le père de Geronimo
- 2014 : Dos à la carte de Robert Bellsolà : Deulofeu
- 2014 : Pieds nus sur le sol rouge de Oriol Ferrer
- 2015 : Faut savoir se contenter de beaucoup de Jean-Henri Meunier
- 2015 : Un dia perfecte per volar de Marc Recha
- 2015 : Segon origen de Carles Porta : L'homme
- 2015 : Les Rois du monde de Laurent Laffargue : Jeannot
- 2015 : Vingt et une nuits avec Pattie d'Arnaud et Jean-Marie Larrieu : Manuel Montez, le mari de Caroline
- 2015 : Quatretondeta de Pol Rodríguez : Genovès
- 2015 : Transeúntes de Luis Aller : Mafioso
- 2016 : La vida lliure de Marc Recha : Rom
- 2016 : La propera pell d'Isa Campo et Isaki Lacuesta : Enric
- 2016 : Un jour comme un autre (A Perfect Day) de Fernando León de Aranoa : Goyo
- 2016 : En amont du fleuve de Marion Hänsel : Joe
- 2017 : Orpheline d'Arnaud des Pallières : Maurice
- 2018 : L'Homme qui tua Don Quichotte de Terry Gilliam : Barbero
- 2018 : Heureux comme Lazzaro (Lazzaro Felice) d'Alice Rohrwacher : Ultimo
- 2018 : Si je ne t'avais pas rencontrée (Si no t'hagués conegut) : Manel
- 2019 : Le Voyage de Marta de Neus Ballús : Manel
- 2019 : 7 raons per fugir de Gerard Quinto, Esteve Soler, David Torras : El Veí
- 2020 : Filles de Joie de Frédéric Fonteyne et Anne Paulicevich : Boris
- 2020 : Les Parfums de Grégory Magne : Patrick Ballester
- 2020 : Vagabondes de Philippe Dajoux : Marcel
- 2020 : Les Mystères de Barcelone (La Vampira de Barcelona) de Lluís Danés : Amorós
- 2020 : Le Mariage de Rosa d'Icíar Bollaín : Armando
- 2020 : Josep de Aurel : Josep Bartoli (voix)
- 2020 : Rifkin's Festival de Woody Allen : Paco
- 2021 : Mediterráneo de Marcel Barrena : Nico
- 2021 : La Pièce rapportée d'Antonin Peretjatko : Raoul
- 2022 : Petite Fleur de Santiago Mitre : Bruno
- 2022 : Pacifiction : Tourment sur les Îles d'Albert Serra : Morton
- 2023 : La Grande Magie de Noémie Lvovsky : Albert
- 2023 : La Fiancée du poète de Yolande Moreau : Fernando
- 2024 : Le Dossier Maldoror de Fabrice Du Welz : Marcel Dedieu
- 2025 : Sirat d'Oliver Laxe : Luis

### Courts métrages
- 1996 : Rouen, cinq minutes d’arrêt d'Ingrid Gogny : Mario
- 2003 : Un petit service d'Antoine Pereniguez : Paco
- 2022 : Patanegra de Méryl Fortunat-Rossi : Paco

### Télévision
- 1995 : Attention fragile de Manuel Poirier (téléfilm) : le prof d'espagnol
- 2018 : Nox de Mabrouk El Mechri (série télévisée) : Jean-François
- 2019 : Une île de Julien Trousselier (série télévisée) : Bruno
- 2024 : D'une main de fer de Lluis Quilez (série télévisée) : Roman

## Théâtre
- 2007 : Non Solum de Sergi Lopez et Jorge Picó, théâtre du Rond-Point
- 2015 : 30/40 Livinstone de Sergi Lopez et Jorge Picó, La Pépinière-Théâtre
- 2025 : Non Solum de Sergi Lopez et Jorge Picó, festival off d'Avignon - théâtre des Béliers

## Distinctions

### Récompenses

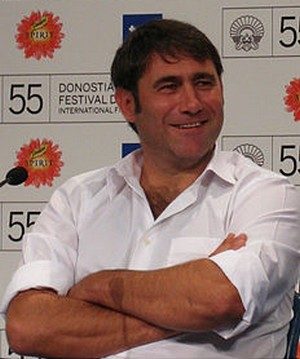
Sergi López en 2007 au Festival de San Sebastián.

- Prix Michel-Simon 1993 pour La Petite Amie d'Antonio
- César 2001 : César du meilleur acteur pour Harry, un ami qui vous veut du bien

### Nominations
- Butaca Awards 1998 : meilleur acteur pour Western
- César 1998 : César du meilleur espoir masculin pour Western
- Butaca Awards 2000 : meilleur acteur pour Seconde Chance
- Butaca Awards 2002 : meilleur acteur pour Sólo mía
- Dublin Film Critics' Circle Awards 2006 : meilleur acteur dans un second rôle pour Le Labyrinthe de Pan
- Cinema Writers Circle Awards 2007 : meilleur acteur pour Le Labyrinthe de Pan
- Fotogramas de Plata 2007 : meilleur acteur pour Le Labyrinthe de Pan
- Saturn Awards 2007 : Meilleur acteur dans un second rôle pour Le Labyrinthe de Pan
- Cinema Writers Circle Awards 2014 : meilleur acteur dans un second rôle pour Ismael